# Herzog-Ernst-Gymnasium Uelzen
Das Herzog-Ernst-Gymnasium Uelzen (Abkürzung: HEG) ist neben dem Lessing-Gymnasium eines der beiden Gymnasien der Hansestadt Uelzen in Niedersachsen. Es wurde erstmals 1333 als Lateinschule erwähnt. Das Gymnasium ist nach Ernst I., Herzog von Braunschweig und Lüneburg, benannt worden.

## Geschichte
Erste Erwähnungen gab es bereits im 14. Jahrhundert, aber erst 1535 überließ der Herzog Ernst sein Geburtshaus am Ende der Pastorenstraße der Schule. 1538 befand sich die Schule, die zu diesem Zeitpunkt nur zwei Klassen umfasste, an der Nordseite des zur Marienkirche gehörigen Friedhofes. 1792 wurde die Schule dann an die Südseite verlegt, bevor sie 1904 in einem Gebäude in der Schillerstraße untergebracht wurde. 1969 siedelte die Schule in das heutige Gebäude in der Albertstraße um.
In den ersten Jahrhunderten war die Schule eine Jungenschule, bevor 1816 aus der Lateinschule eine Bürgerschule wurde. Zu dieser Zeit besuchten sie 124 Schüler und Schülerinnen. Ab 1925 wurde die Schule „Städtisches Reformrealgymnasium nebst Realschule“ genannt, bevor sie 1937 eine Oberschule für Jungen wurde. Nach dem Zweiten Weltkrieg hieß sie Herzog-Ernst-Schule. Erst 1955 erhielt die Schule ihren heutigen Namen „Herzog-Ernst-Gymnasium“ und es wurde ein Mädchen-Gymnasium (Lessing-Gymnasium) in der Straße Ilmenauufer gebaut, das 1957 eröffnet wurde.
Im Jahr 2000 wurde die erste Bläserklasse eingeführt und Spanisch zum ersten Mal als Pflichtfremdsprache angeboten.

## Heute
Das Herzog-Ernst-Gymnasium ist Europaschule, Teil des Comenius-Projekts und wurde als Sportfreundliche Schule ausgezeichnet.
Das HEG hat Partnerschaften mit Schulen in verschiedenen Ländern, die regelmäßig gepflegt werden. So hat z. B. jedes Jahr eine kleine Gruppe von Neuntklässlern die Möglichkeit, für kurze Zeit die Jacksonville High School in Illinois zu besuchen und in einer Gastfamilie zu leben.
Neben Englisch werden die Pflichtwahl-Sprachen Spanisch, Französisch und Latein angeboten.
Es werden verschiedene AGs angeboten, beispielsweise der Chor, die Holzmanufaktur, Rudern, die Kunst-Ag und die Big Band.
Schulkleidung, aber auch Hefte und anderes Unterrichtsmaterial bietet die sich selbst organisierende Schülerfirma HEG-Economy-Group e. V. seit 2006 an. Von 2009 bis 2014 schrieben und vertrieben die Schüler eine schulinterne Zeitung namens ausgeHEGt.

### Digitalisierung
Das Herzog-Ernst-Gymnasium nutzt IServ unter der Domain heg-portal.de als digitale Kommunikationsplattform. Die Plattform enthält außerdem einen Messenger, ein Videokonferenzmodul, ein Aufgabenmodul und Module zum gemeinsamen Arbeiten an Texten und Präsentationen.

## Austauschprogramme
- Jacksonville High School in Illinois, USA[3] (seit 1985)
- Stiehle-Schule in Cuenca, Ecuador[3]
- IES Beniaján in Murcia, Spanien[3]
- Collège Michellet in Bihorel, Frankreich (seit 1971)

## Persönlichkeiten

### Schulleiter
| Zeitraum  | Schulleiter/in            |
| --------- | ------------------------- |
| 1884–1912 | Ludwig Schöber            |
| 1912–1917 | Albert Bockelmann         |
| 1917–1934 | Otto Dieckhoff            |
| 1934–1945 | Wilhelm Lendle            |
| 1945–1952 | Georg Hövermann           |
| 1952–1962 | Wilhelm Lendle            |
| 1962–1974 | Rudolf Kekow              |
| 1974–1998 | Bruno Uszkurat            |
| 1998–2014 | Ursula Schreiter-Antonius |
| seit 2014 | Gabriele Diedrich         |

### Lehrer
- Oskar Suffert
- Erich Woehlkens

### Schüler
- Thorben Albrecht
- Johann Anton Wilhelm Gessner (1771–1830), Philosoph, Schüler von 1785 bis 1789
- Hans Jaeckel, Architekt
- Ludwig König
- Torsten Meyer, Hochschullehrer und Sänger, Abitur 1993
- Klaus Nührig (* 1958), Schriftsteller und Pädagoge
- Jan Henner Putzier (* 1984), Politiker (SPD), Abitur 2004
- Henning Rosenau (* 1964), Hochschullehrer, Schüler von 1975 bis 1984
- George Turner (* 1935), Hochschullehrer, Publizist
- Thomas Vogtherr, Schüler von 1966 bis 1973
- Thomas Walther, deutscher Jurist
- Harald Zahrte
- Laura Neunast, deutsche Autorin und Lyrikerin